# پدرو بیگاس
پدرو بیگاس (انگلیسی: Pedro Bigas؛ زادهٔ ۱۵ مهٔ ۱۹۹۰) بازیکن فوتبال اهل اسپانیا است.
از باشگاه‌هایی که در آن بازی کرده‌است می‌توان به باشگاه فوتبال لاس پالماس و باشگاه ورزشی رئال مایورکا اشاره کرد.